# Орера, повний вперед!
«Орера, повний вперед!» — радянський музичний художній фільм 1970 року, знятий Грузинською студією телевізійних фільмів.

## Сюжет
Вокально-інструментальний ансамбль «Орера» вирушає на гастролі до Австралії, але через поломку автобуса спізнюється на теплохід. Хлопці влаштовуються матросами на теплохід «Шота Руставелі» та після веселих пригоді добираються до Сіднея.

## У ролях
- Роберт Бардзімашвілі — головна роль
- Гено Надірашвілі — головна роль
- Теймураз Мегвінетухуцесі — головна роль
- Вахтанг Кікабідзе — головна роль
- Теймураз Давітая — епізод
- Зураб Яшвілі — епізод
- Нані Брегвадзе — епізод
- Теймураз Гажонія — кок
- Баадур Цуладзе — лікар

## Знімальна група
- Режисер — Заал Какабадзе
- Сценаристи — Роберт Бардзімашвілі, Автандил Геловані, Заал Какабадзе
- Оператор — Гіві Мелкадзе
- Художник — Михайло Баханов